# Heterusia lutivia
Heterusia lutivia là một loài bướm đêm trong họ Geometridae.